# Triple saut féminin aux Jeux olympiques d'été de 2016
Pour un article plus général, voir Athlétisme aux Jeux olympiques d'été de 2016.
Navigation
Londres 2012 Tokyo 2020
L'épreuve du triple saut féminin aux Jeux olympiques de 2016 se déroule les 13 et 14 août 2016 au Stade olympique de Rio de Janeiro, au Brésil. Elle est remportée par la Colombienne Caterine Ibargüen avec la marque de 15,17 m.

## Résultats

### Finale
| Rang               | Athlète                 | Pays       | Marque | Essais | Essais | Essais | Essais | Essais | Essais | Notes | Notes |
| Rang               | Athlète                 | Pays       | Marque | 1      | 2      | 3      | 4      | 5      | 6      |       |       |
| ------------------ | ----------------------- | ---------- | ------ | ------ | ------ | ------ | ------ | ------ | ------ | ----- | ----- |
| Médaille d'or      | Caterine Ibargüen       | Colombie   | 15.17  | 14.65  | 15.03  | 14.38  | 15.17  | 14.76  | 14.80  | SB    |       |
| Médaille d'argent  | Yulimar Rojas           | Venezuela  | 14.98  | 14.32  | x      | 14.87  | 14.98  | 14.66  | 14.95  |       |       |
| Médaille de bronze | Olga Rypakova           | Kazakhstan | 14.74  | 14.73  | 14.49  | 14.52  | 14.20  | 14.74  | 14.58  | SB    |       |
| 4                  | Keturah Orji            | États-Unis | 14.71  | 14.71  | x      | x      | 14.50  | 14.40  | 14.39  | NR    |       |
| 5                  | Hanna Knyazyeva-Minenko | Israël     | 14.68  | 14.25  | 14.39  | 14.32  | 14.68  | x      | 14.33  | SB    |       |
| 6                  | Patrícia Mamona         | Portugal   | 14.65  | 14.39  | 14.14  | 14.45  | 14.42  | 14.65  | 14.59  | NR    |       |
| 7                  | Kimberly Williams       | Jamaïque   | 14.53  | 14.33  | 14.48  | x      | 14.38  | x      | 14.53  |       |       |
| 8                  | Paraskeví Papahrístou   | Grèce      | 14.26  | 14.26  | 14.19  | x      | 14.04  | 13.99  | 13.81  |       |       |
| 9                  | Susana Costa            | Portugal   | 14.12  | x      | x      | 14.12  |        |        |        |       |       |
| 10                 | Anna Jagaciak-Michalska | Pologne    | 14.07  | 14.07  | x      | 13.84  |        |        |        |       |       |
| 11                 | Kristin Gierisch        | Allemagne  | 13.96  | 13.65  | 13.96  | x      |        |        |        |       |       |
| 12                 | Kristiina Mäkelä        | Finlande   | 13.95  | x      | 13.95  | 13.70  |        |        |        |       |       |

### Qualifications
- 14,30 m (Q) ou les 12 meilleurs lancers (q)[1],[2]

| Rang | Groupe | Athlète                 | Pays                   | #1    | #2    | #3    | Résultat | Notes |
| ---- | ------ | ----------------------- | ---------------------- | ----- | ----- | ----- | -------- | ----- |
| 1    | B      | Caterine Ibargüen       | Colombie               | 14.52 |       |       | 14.52    | Q     |
| 2    | A      | Paraskeví Papahrístou   | Grèce                  | 13.83 | 14.43 |       | 14.43    | Q     |
| 3    | B      | Olga Rypakova           | Kazakhstan             | 14.10 | 14.39 |       | 14.39    | Q     |
| 4    | B      | Kristin Gierisch        | Allemagne              | 13.97 | 13.81 | 14.26 | 14.26    | q     |
| 5    | A      | Kristiina Mäkelä        | Finlande               | 13.73 | 14.01 | 14.24 | 14.24    | q, PB |
| 6    | B      | Kimberly Williams       | Jamaïque               | 14.19 | 14.03 | 14.22 | 14.22    | q     |
| 7    | A      | Yulimar Rojas           | Venezuela              | 14.21 | 13.79 | 12.89 | 14.21    | q     |
| 8    | A      | Hanna Knyazyeva-Minenko | Israël                 | x     | x     | 14.20 | 14.20    | q     |
| 9    | B      | Patrícia Mamona         | Portugal               | 13.80 | 14.07 | 14.18 | 14.18    | q     |
| 10   | B      | Anna Jagaciak-Michalska | Pologne                | 14.04 | 14.13 | x     | 14.13    | q     |
| 11   | A      | Susana Costa            | Portugal               | 13.70 | 13.72 | 14.12 | 14.12    | q     |
| 12   | B      | Keturah Orji            | États-Unis             | x     | 14.08 | x     | 14.08    | q     |
| 13   | A      | Jenny Elbe              | Allemagne              | 14.00 | 13.85 | 14.02 | 14.02    |       |
| 14   | A      | Shanieka Thomas         | Jamaïque               | 13.95 | 13.95 | 14.02 | 14.02    |       |
| 15   | B      | Christina Epps          | États-Unis             | 14.01 | x     | x     | 14.01    |       |
| 16   | A      | Elena Panțuroiu         | Roumanie               | 14.00 | x     | 13.68 | 14.00    |       |
| 17   | B      | Dana Velďáková          | Slovaquie              | 13.74 | 13.98 | x     | 13.98    |       |
| 18   | B      | Olha Saladuha           | Ukraine                | 13.77 | 13.97 | 13.61 | 13.97    |       |
| 19   | A      | Jeanine Assani Issouf   | France                 | 13.51 | x     | 13.97 | 13.97    |       |
| 20   | A      | Yosiri Urrutia          | Colombie               | 13.67 | 13.95 | x     | 13.95    |       |
| 21   | A      | Andrea Geubelle         | États-Unis             | 13.67 | x     | 13.93 | 13.93    |       |
| 22   | B      | Gabriela Petrova        | Bulgarie               | x     | 13.50 | 13.92 | 13.92    |       |
| 23   | B      | Núbia Soares            | Brésil                 | x     | 13.81 | 13.85 | 13.85    |       |
| 24   | A      | Keila Costa             | Brésil                 | x     | 13.62 | 13.78 | 13.78    |       |
| 25   | A      | Liadagmis Povea         | Cuba                   | 13.60 | 13.63 | 13.55 | 13.78    |       |
| 26   | A      | Ruslana Tsykhotska      | Ukraine                | 13.16 | 13.19 | 13.63 | 13.63    |       |
| 27   | B      | Ana José Tima           | République dominicaine | 13.61 | 13.59 | 13.28 | 13.61    |       |
| 28   | B      | Dariya Derkach          | Italie                 | 13.19 | 13.55 | 13.56 | 13.56    |       |
| 29   | B      | Yekaterina Ektova       | Kazakhstan             | 13.38 | 13.31 | 13.51 | 13.51    |       |
| 30   | B      | Cristina Bujin          | Roumanie               | x     | x     | 13.38 | 13.38    |       |
| 31   | B      | Iryna Vaskouskaya       | Biélorussie            | 12.85 | 13.35 | 13.23 | 13.35    |       |
| 32   | A      | Patricia Sarrapio       | Espagne                | 13.35 | x     | x     | 13.35    |       |
| 33   | A      | Irina Ektova            | Kazakhstan             | x     | 13.17 | 13.33 | 13.33    |       |
| 34   | B      | Li Xiaohong             | Chine                  | 13.30 | x     | 13.25 | 13.30    | SB    |
| 35   | A      | Natallia Viatkina       | Biélorussie            | x     | 13.14 | 13.25 | 13.25    |       |
| 36   | B      | Joëlle Mbumi Nkouindjin | Cameroun               | 13.11 | 12.33 | 12.58 | 13.11    |       |
| 37   | A      | Thea LaFond             | Dominique              | 12.82 | x     | x     | 12.82    |       |

## Légende
Records et Performances
- AR : Record continental (area record)
- CR : Record des championnats (championship record)
- MR : Record du meeting (meet record)
- NR : Record national (national record)
- OR : Record olympique (olympic record)
- PR : Record paralympique (paralympic record)
- PB : Record personnel (personal best)
- SB : Meilleure performance personnelle de la saison (season's best)
- WL : Meilleure performance mondiale de l'année (world leader)
- WJR : Record du monde junior (world junior record)
- WR : Record du monde (world record)

Circonstances et Conditions
- DNF : N'a pas terminé (did not finish)
- DNS : N'a pas pris le départ (did not start)
- DQ : Disqualification (disqualification)
- NM : Aucun essai valable enregistré (No Mark)
- Q : Qualifié « directement » au prochain tour (ou à la prochaine compétition), lors d'une compétition majeure, grâce au classement ou à la réalisation des minima (automatic qualifier)
- q : Qualifié au prochain tour (ou à la prochaine compétition), lors d'une compétition majeure, grâce au repêchage ou à la réalisation de l'une des meilleures performances parmi celles des « non qualifiés directement » (grâce au meilleur temps ou à la meilleure distance par exemple) (secondary qualifier)